# Дезидерий (герцог)
Дезидерий (лат. Desiderius; 545/550 — 587) — галло-римский аристократ на службе у франков. Военачальник у королей Хильперика, Гундовальда и Гунтрамна, герцог Аквитании с 583 года.

## Биография
О Дезидерии сообщается в нескольких раннесредневековых исторических источников. Основные из них — «История франков» Григория Турского и хроника Иоанна Бикларийского.
На основании ономастических данных делается вывод, что Дезидерий был галло-римлянином. Однако кто были его родители, в современных ему источниках не сообщается. По мнению Кристиана Сеттипани, по отцовской линии Дезидерий был внуком Сальвия, иллюстрия в Арелате, а по материнской — Феликса, епископа Битуригов. При этом, как указывал Григорий Туронский, большая часть владений Дезидерия была сосредоточена в окрестностях Альбиги.
Между 573 и 575 годами Дезидерий при Альбиге нанёс поражение королю Сигиберту. В 576 году близ Лемовиков он сам был разбит Муммолом, полководцем короля Гунтрамна. В конце 580 года близ Паризиев Дезидерий по приказу на пару с Бобоном Хильперика задержал его сына Хлодвига. В 581 году он победил Рагновальда, ещё одного полководца Гунтрамна, и захватил Петрокории, Агинн и некоторые другие города, передав их Хильперику. В 582 году он тайно договорился с Муммолом о поддержке Гундовальда.
Около 583 года Хильперик назначил Дезидерия герцогом Аквитании. В том же году совместно с Бладастом Дезидерий осадил Битуриги. Их армия учинила в окрестностях города страшное опустошение, не щадя даже церквей. Помирившись в Гунтрамном, Хильперик приказал своим военачальникам прекратить осаду. Везя с собой награбленную добычу, они прошли через район Туронов, разоряя его как вражескую территорию.
После смерти Хильперика Дезидерий прибыл в Толозу и арестовал там Ригунту, дочь покойного короля. Её приданое, которое направлялось в Испанию, Дезидерий конфисковал. Затем он соединился с Муммолом и Гундовальдом в Авенионе. Вместе они отправились в страну лемовиков, где в городе Брива Гундовальд был провозглашён королём. Тем не менее, узнав о приближении армии Гунтрамна, Дезидерий покинул Гундовальда и укрылся в неназванном укреплении. Взяв с собой представителей духовенства, он вскоре явился к Гунтрамну и добился его прощения, получив богатые дары.
К 585 году Дезидерий женился на Тетрадии, супруге графа арвернского Эвлалия, которая перед этим ушла от мужа, забрав большую часть семейных средств. Первоначально с Тетрадией планировал сочетаться браком племянник Эвлалия Вир, но после его гибели от рук дяди она досталась Дезидерию, недавно потерявшему свою первую жену.
В 587 году Дезидерий проживал в Альбиге, когда Гунтрамн передал этот город Хильдеберту, сыну Сигиберта. Опасаясь возмездия за свою прежнюю победу над Сигибертом, он отправил в Толозу жену, имущество и людей.
В том же году вместе с Австровальдом Дезидерий вторгся в землю вестготов и атаковал их армию у Каркассона. Во время битвы вестготы начали заранее продуманное отступление, и Дезидерий бросился преследовать их. Отрезанный от основных сил, он попал в засаду и погиб, а его войску пришлось отойти от стен города.
После гибели Дезидерия Эвлалий привлёк свою бывшую супругу к суду и добился возвращения всего своего имущества. В 589 или 590 году рождённые Тетрадией от Дезидерия дети решением церковного собора в Марвежоле были признаны незаконнорождёнными.